# Bridges (canção de Alika)
"Bridges" é uma canção da cantora estoniana Alika Milova, lançada a 2 de dezembro de 2022. Representou a Estónia no Festival Eurovisão da Canção de 2023 após vencer o Eesti Laul 2023. Na final, terminou em 8.º lugar e figurou nas paradas da Islândia, Reino Unido, Suécia, Lituânia e Holanda.

## Festival Eurovisão da Canção
A 1 de novembro de 2022, foi confirmada a participação de Alika Milova no Eesti Laul 2023, o festival utilizado para selecionar o representante da Estónia no Festival Eurovisão da Canção anual. Bridges, a sua canção para o concurso, foi lançada digitalmente no dia 2 de dezembro seguinte, juntamente com as dos outros participantes. Depois de se qualificar na segunda semifinal do Eesti Laul a 14 de janeiro de 2023, a 11 de fevereiro Alika Milova actuou na final, onde o televoto escolheu-a como vencedora entre as 12 candidaturas e representante nacional no Festival Eurovisão da Canção 2023 em Liverpool. Em maio seguinte, depois de se qualificar na segunda semi-final, Alika actuou na final da Eurovisão, onde ficou em 8º lugar entre 26 participantes, com 168 pontos.